# Ammophila tekkensis
Ammophila tekkensis är en biart som beskrevs av Gussakovskij 1930. Ammophila tekkensis ingår i släktet Ammophila och familjen grävsteklar. Inga underarter finns listade i Catalogue of Life.